# Chaetostoma microps
Chaetostoma microps är en fiskart som beskrevs av Günther, 1864. Chaetostoma microps ingår i släktet Chaetostoma och familjen Loricariidae. Inga underarter finns listade i Catalogue of Life.